# 헤센주
헤센주(독일어: Land Hessen)는 독일 중서부에 위치한 주이다. 주도는 비스바덴이고 최대 도시는 프랑크푸르트암마인이다. 면적은 21,110km2, 인구는 6,265,809명(2018년 기준)이다.

## 지리
헤센주는 독일 중서부에 위치한다. 북쪽은 니더작센주, 북서쪽은 노르트라인베스트팔렌주, 남서쪽은 라인란트팔츠주, 남쪽은 바덴뷔르템베르크주, 남동부는 바이에른 주, 동쪽은 튀링겐주과 인접해 있다.
라인강이 남서쪽의 라인란트팔츠주와 경계를 이루고, 라인강의 지류 마인강이 헤센주 남부를 횡단한다. 이 두 강 유역에 둘러싸인 지역은 남쪽 바덴뷔르템베르크주에도 이어지는 완만한 오덴발트 산지를 제외하고는 평야 지대이고, 이 곳에 헤센주의 인구가 집중되어 있다. 이 지역 주요 도시는 프랑크푸르트암마인(프랑크푸르트)와 오펜바흐암마인(오펜바흐), 비스바덴, 다름슈타트 등이다. 헤센주 북서부에는 영국 엘리자베스 2세의 부군인 에든버러 공작 필립의 외가인 바텐베르크가가 있는 바텐베르크가 있다.
헤센주 북부와 중부 지역은 완만한 산지와 구릉 지대가 펼쳐져 있고, 풀다강 등의 하천 흐름을 따라 좁은 계곡이 산재해 있다. 북부의 카셀과 풀다, 동부의 기센같은 도시가 이와 같은 분지에 형성되어 있다.

## 행정 구역
21개 군, 5개 군급시를 관할한다.

### 군
- 베르크슈트라세군
- 다름슈타트디부르크군
- 풀다군
- 기센군
- 그로스게라우군
- 헤르스펠트로텐부르크군
- 호흐타우누스군군
- 카셀군
- 란딜군
- 림부르크바일부르크군
- 마인킨치히군
- 마인타우누스군
- 마르부르크비덴코프군
- 오덴발트군
- 오펜바흐군
- 라인가우타우누스군
- 슈발름에더군
- 포겔스베르크군
- 발데크프랑켄베르크군
- 베라마이스너군
- 베터라우군

### 군급시
- 다름슈타트
- 프랑크푸르트암마인
- 카셀
- 오펜바흐암마인
- 비스바덴

## 역사
1264년 하인리히 1세가 튀링겐 방백국에서 독립해 헤센 방백국을 세웠다. 필리프 1세 사후 영토가 카셀과 다름슈타트로 분할 상속됐다. 카셀은 나폴레옹 전쟁에서 패배해 프로이센 왕국에 편입됐지만 다름슈타트는 헤센 대공국으로 승격한 후 독일 제국의 구성국이 됐다. 제2차 세계 대전 이후 기존 헤센 지역을 통합해 헤센주로 신설됐다.

## 인구
| 연도    | 인구      | ±% p.a. |
| ------- | --------- | ------- |
| 1950    | 4,343,720 | —       |
| 1955    | 4,577,198 | +1.05%  |
| 1960    | 4,783,352 | +0.88%  |
| 1965    | 5,170,449 | +1.57%  |
| 1970    | 5,424,529 | +0.96%  |
| 1975    | 5,549,823 | +0.46%  |
| 1980    | 5,601,031 | +0.18%  |
| 1985    | 5,529,413 | −0.26%  |
| 1990    | 5,763,310 | +0.83%  |
| 1995    | 6,009,913 | +0.84%  |
| 2000    | 6,068,129 | +0.19%  |
| 2005    | 6,092,354 | +0.08%  |
| 2010    | 6,067,021 | −0.08%  |
| 2015    | 6,176,172 | +0.36%  |
| 2018    | 6,265,809 | +0.48%  |
| source: |           |         |

## 출신 인물
- 그림 형제: 하나우 출신
- 카를 페르디난트 브라운: 풀다 출신